# سكوت إيوستاس
سكوت إيوستاس (بالإنجليزية: Scott Eustace)‏ هو لاعب كرة قدم بريطاني، ولد في 13 يونيو 1975 في ليستر في المملكة المتحدة. لعب مع ستيفيناغ بوروه وكامبريدج يونايتد وليستر سيتي ولينكولن سيتي أف سي ونادي تشيسترفيلد ونادي تلفورد يونايتد ونادي مانسفيلد تاون.

## وصلات خارجية
- سكوت إيوستاس على موقع قاعدة بيانات كرة القدم.إي يو (الإنجليزية)
- سكوت إيوستاس على موقع Soccerbase.com (لاعب) (الإنجليزية)